# Ab-Soul
Herbert Anthony Stevens IV (Carson, Kalifornija, SAD, 23. veljače 1987.), bolje poznat po svom umjetničkom imenu Ab-Soul je američki reper, tekstopisac i pjevač iz Los Angelesa, Kalifornije. Ab-Soul je član hip hop grupe Black Hippy zajedno s Kendrickom Lamarom, Jay Rockom i Schoolboy Q-em.

## Diskografija

### Nezavisni albumi
- Longterm Mentality (2011.)
- Control System (2012.)

### Miksani albumi
- Longterm (2009.)
- Longterm 2: Lifestyles of the Broke and Almost Famous (2010.)

## Vanjske poveznice
- Ab-Soul na Twitteru
- Ab-Soul na MySpaceu